# Жужелица
Жужелица (на сръбски: Жужељица или Žuželjica) е село в Югоизточна Сърбия, Пчински окръг, община Буяновац.

## История
В края на XIX век Жужелица е село в Прешевска кааза на Османската империя. Според статистиката на Васил Кънчов („Македония. Етнография и статистика“) от 1900 година Жуенци (Жуженица) е населявано от 250 жители българи християни и 180 арнаути мохамедани. Според патриаршеския митрополит Фирмилиан в 1902 година в Жужелица има 14 сръбски патриаршистки къщи.
Църквата „Преображение Господне“ е от 1896 година.
Според преброяването на населението от 2002 г. селото има 166 жители.

### Етнически състав
Данните за етническия състав на населението са от преброяването през 2002 г.
- сърби – 165 жители
- северномакедонци – 1 жител

### Демографско развитие
- 1948 година – 150 души
- 1953 година – 153 души
- 1961 година – 131 души
- 1971 година – 139 души
- 1981 година – 127 души
- 1991 година – 159 души
- 2002 година – 166 души